# Tropicomyia ceratiosicyi
Tropicomyia ceratiosicyi är en tvåvingeart som beskrevs av Erich Martin Hering 1957. Tropicomyia ceratiosicyi ingår i släktet Tropicomyia och familjen minerarflugor. Inga underarter finns listade i Catalogue of Life.